# J.A. von der Recke
Johan Adolph von der Recke (født 21. februar 1787 i Fredensborg, død 4. december 1861 i Vardal (no), Norge) var en dansk kaptajnløjtnant, proprietær og politiker. Han var medlem af Folketinget fra 1854 til 1858.
Von der Recke var søn af oberst Diedrich Adolph von der Recke. Han gik ind den danske flåde i 1804 som sekondløjtnant og stod for at bygge havnen i Karrebæksminde fra 1805 til 1807. Han var i den franske flåde på flådebasen (en) i Vlissingen fra 1808 til 1810. I 1810 blev von der Recke premierløjtnant. Han rejste i Holland og Frankrig i 1811 og forestod byggeriet af Næsbyholm Kanal fra 1811 til 1813. Han forlod flåden i 1815 som kaptajnløjtnant.
Efter militærtiden ejede han Valdemarskilde ved Slagelse indtil 1843, og fra 1843 til 1856 proprietærgården Sohngårdsholm i Nørre Tranders Sogn ved Aalborg.
Han blev stænderdeputeret ved Østifternes Stænderforsamling i 1834 og deltog i stændermøderne i Roskilde i 1835, 1838 og og 1840. Fra 1848 til 1854 var han suppleant til amtsrådet i Aalborg Amt.
Sæbykredsens hidtidige folketingsmedlem skolelærer H.J. Schou havde været eneste kandidat i kredsen ved folketingsvalget 1854, men opnåede ikke valg, så der blev afholdt omvalg en uge senere. J.A. von der Recke stillede op ved omvaget og blev valgt ved kåring. Ved næste folketingsvalg i 1855 stillede han op i Holbækkredsen og blev igen valgt ved kåring. Derefter stillede han ikke op til flere folketingsvalg. Hans politik var mest konservativ med demokratisk påvirkning.
Han blev udnævnt til ridder af Dannebrogordenen i 1815.
J.A. von der Recke døde 4. december 1861 under et besøg på gården Haug i Vardal (no) i Oppland fylke i Norge.